# Walnut Creek (Californië)
Walnut Creek is een plaats in Contra Costa County in Californië in de VS.

## Geografie
De totale oppervlakte bedraagt 51,6 km² (19,9 mijl²) waarvan slechts 0,05% water is.

## Demografie
Volgens de census van 2000 bedroeg de bevolkingsdichtheid 1246,9/km² (3229,6/mijl²) en bedroeg het totale bevolkingsaantal 64.296 dat bestond uit:
- 83,89% blanken
- 1,07% zwarten of Afrikaanse Amerikanen
- 0,33% inheemse Amerikanen
- 9,36% Aziaten
- 0,15% mensen afkomstig van eilanden in de Grote Oceaan
- 1,96% andere
- 3,25% twee of meer rassen
- 5,99% Spaans of Latino

Er waren 30.301 gezinnen en 16.544 families in Walnut Creek. De gemiddelde gezinsgrootte bedroeg 2,09.

## Geboren
- Kyle Gass (1960), muzikant en acteur
- Michael Gaston (1962), acteur
- Randy Johnson (1963), honkballer
- Christy Turlington (1969), model
- Troy Dayak (1971), voetballer
- Bryce Davison (1986), kunstschaatser
- Alice Greczyn (1986), actrice
- Sabrina Ionescu (1997), basketballer
- Matteo Jorgenson (1999), wielrenner

## Plaatsen in de nabije omgeving
De onderstaande figuur toont nabijgelegen plaatsen in een straal van 16 km rond Walnut Creek.